# Magdalena Birkner
Maria Magdalena Birkner Cogan (* 18. Januar 1966 in Buenos Aires) ist eine ehemalige argentinische Skirennläuferin.

## Karriere
Birkner nahm 1984 bei den Olympischen Winterspielen 1984 in Sarajewo teil und trat sie in zwei Wettbewerben an. Hierbei erreichte sie im Riesenslalom den 39. Platz und im Slalom den 18. Platz.
Vier Jahre später, bei den Olympischen Winterspielen im kanadischen Calgary, trat sie in zwei Wettbewerben an, erreichte jedoch keine Platzierung, da sie den Riesenslalom nicht abschloss und im Slalom disqualifiziert wurde.

## Erfolge

### Olympische Winterspiele
- Sarajevo 1984: 18. Slalom, 39. Riesenslalom
- Calgary 1988: DNF Riesenslalom, DSQ Slalom

## Privates
Ihre Geschwister sind Carolina Birkner und deren Zwillingsbruder Ignacio Birkner, die ebenfalls an den Olympischen Winterspielen 1988 teilgenommen haben. Ein weiterer Bruder ist Jorge Raúl Birkner. Außerdem ist sie die Tante von Cristian Javier Simari Birkner, Macarena Simari Birkner und María Belén Simari Birkner, sowie Jorge Francisco Birkner Ketelhohn. Ihre Söhn Bautista und Francisco Cruz Saubidet Birkner haben als Windsurfer an Olympischen Sommerspielen teilgenommen.